# Hyposcada kezia
Hyposcada kezia är en fjärilsart som beskrevs av William Chapman Hewitson 1868. Hyposcada kezia ingår i släktet Hyposcada och familjen praktfjärilar. Inga underarter finns listade i Catalogue of Life.